# アリーテ姫
『アリーテ姫』（アリーテひめ）は、2001年公開の日本のアニメ映画。ヨーロッパ映画的なテンポと色彩を持つ。フェミニズム童話の最も成功した作品として知られる『アリーテ姫の冒険』を原作に、片渕須直が脚色した。

## 概要
この作品は、2001年7月21日に劇場公開されたSTUDIO 4℃の作品である。全105分。2000年11月2日東京国際ファンタスティック映画祭ではじめて上映された。公開当時の宣伝では、「構想8年、製作3年」と語られている。第1回「新世紀東京国際アニメフェア21」劇場映画部門優秀作品賞を受賞。
塔の中の姫君と、彼女を連れ去る魔法使いの物語を描く。ストーリーは原作から大きく変更されており、原作のフェミニズム色は薄れている。原作の日本語版では「コンプリィ」「ワイゼル」と名づけられた登場人物を、英語版に近い「金髪の騎士」「魔女」というネーミングに戻し、また日本語版ではカットされていた、アリーテ姫が旅の道中で出合う農夫の娘を登場させるなど、原作本来の姿に対する配慮の姿勢も見られる。
2002年12月にパリで、2004年に東京の日仏学院で、2007年11月にリールで上映されるなど、フランスとの関わりが深い。パリおよび日仏学院での上映では、いずれもジャック・コロンバ監督『ロビンソンと仲間たち』と併映されている。

## 登場人物
アリーテ姫
声 - 桑島法子
本作の主人公。王国の王女。年齢は示されない。顔立ちは凡庸。高い塔のてっぺんで字義通りの箱入り娘として大切に育てられている。好奇心が強く、古書から得た城の抜け道を使って街に出て、見聞を広めている。
ボックス
声 - 小山剛志（少年時代 - 陶山章央）
魔法使い。城にふいに現れ、巧みな言質でアリーテ姫との結婚を了承させてしまう。自分の居城に連れ帰った後は、アリーテ姫を地下室に閉じ込めてしまう。
魔女
声 - こおろぎさとみ
アリーテ姫が城の地下道で出会う魔女。アリーテ姫に三つの願いが叶う指輪を授ける。
アンプル
声 - 高山みなみ
魔法使いのボックスの城に出入りする近隣の村の女性。ボックスは村に水を魔法で供給する代わりに自分の食事の世話を義務付けている。アリーテ姫をなんとか助け出そうと考えている。
グロベル
声 - 沼田祐介
魔法使いボックスの従僕。実は魔法で姿を変えられたカエル。
ダラボア
声 - 竹本英史
アリーテの花婿候補の騎士。魔道具を手に入れてアリーテの夫になって一国一城の主になろうとしている。
金髪の騎手
声 - 森訓久
もうひとりのアリーテの花婿候補の騎士。
ナレーション
声 - 佐々木優子
映画の冒頭で物語る。

## スタッフ
- 企画：山下暉人、高野力、遠谷信幸、田中栄子、横濱豊行
- 製作：植田文郎、福井政文、千野毅彦、桜井眞理美、牛山拓二
- 原作：ダイアナ・コールス『アリーテ姫の冒険』（学陽書房刊）
- 監督、脚本：片渕須直
- キャラクターデザイン：森川聡子
- 作画監督：尾崎和孝
- 美術監督：西田稔
- CGI監督：笹川恵介
- 色彩設定：林亜揮子
- 音響監督：早瀬博雪
- 音楽：千住明
- 編集：瀬山武司
- プロデューサー：田中栄子
- アソシエイト・プロデューサー：福山亮一
- 製作：アリーテ製作委員会（Beyond C.、電通、小学館、IMAGICA、オメガ・プロジェクト）
- 制作：STUDIO 4℃
- 配給：オメガ・エンタテインメント

## 主題歌
- 主題歌『金色の翼』
  - 作詞：大貫妙子
  - 作曲、編曲：千住明
  - 歌：大貫妙子
- 主題歌：『クラスノ・ソンツェ』
  - 作詞：Origa
  - 作曲、編曲：千住明
  - 歌：Origa